# Liparetrus albipennis
Liparetrus albipennis är en skalbaggsart som beskrevs av Britton 1980. Liparetrus albipennis ingår i släktet Liparetrus och familjen Melolonthidae. Inga underarter finns listade i Catalogue of Life.